# Stegania oranaria
Stegania oranaria là một loài bướm đêm trong họ Geometridae.